# Wengen

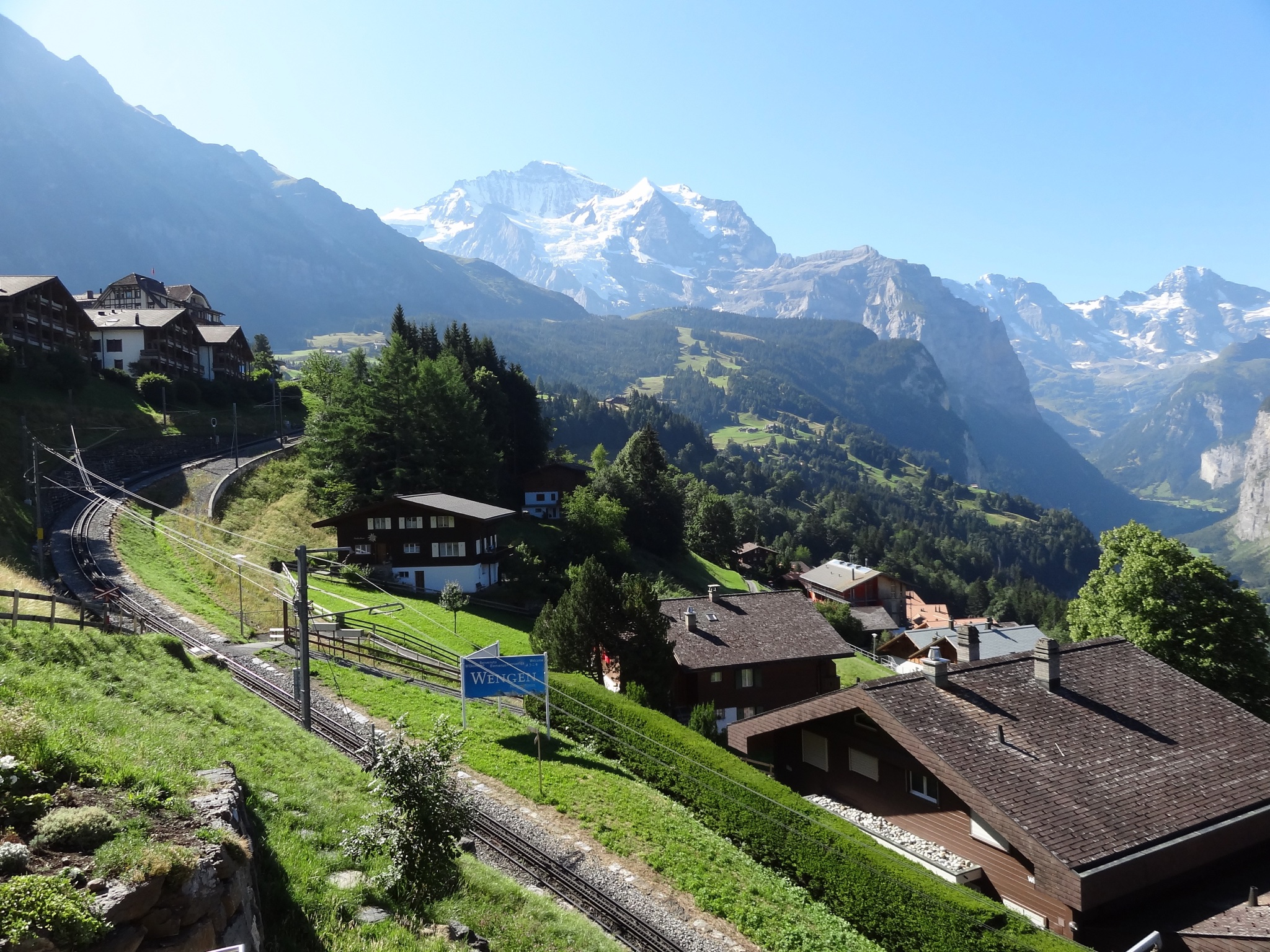
La Wengeralpbahn que porta a la ciutat. La Jungfrau és visible al fons.

Wengen (pronunciació alemanya: [ˈvɛŋən] ( escolteu-ho) ) és un poble de muntanya de l'Oberland bernès de Suïssa central . Situat al cantó de Berna a una alçada de 1.274 metres sobre el nivell del mar, forma part de la regió de Jungfrau. Té aproximadament 1.300 habitants durant tot l'any, que augmenten fins a 5.000 durant l'estiu i a 10.000 durant l'hivern. Wengen acull les curses clàssiques d'esquí de Lauberhorn de la Copa del Món d'esquí alpí FIS al gener.

## Història
Wengen va ser esmentat per primer cop en documents oficials l'any 1268, essent desconegut l'origen del seu nom.
Tradicionalment una comunitat agrícola alpina, el poble va començar a ser visitat pels turistes a principis del segle XIX. El 1817 es van publicar la història d'una gira de sis setmanes de Mary i Percy Bysshe Shelley i Manfred de Lord Byron, en què es descriu el paisatge de la zona. Aquestes obres literàries van facilitar l'arribada de la indústria turística moderna per al poble. Felix Mendelssohn, que compta amb un mémorial a la part alta del poble, també el va visitar al començament del segle XIX.
L'activitat hotelera es va iniciar a mitjans del segle XIX, amb l'obertura de la Launerhaus el 1859, amb capacitat per a 30 hostes, i el 1880 la Pension Wengen estava disponible per a 100 hostes. La construcció i obertura de la Wengernalpbahn a la dècada de 1890 va fer que el poble fos més accessible per als turistes que fins llavors havien de caminar pels pendents pronunciats fins al poble alpí, obrint la zona per a una expansió del turisme i l'inici de la indústria de l'esquí.
A principis del segle xx, els turistes britànics van crear clubs d'esquí a la zona, començant al poble proper de Mürren. El 1903 Wengen comptava amb una església anglicana i dos anys més tard, Sir Henry Lunn va formar el Public Schools Alpine Sports Club amb Wengen com a zona d'esquí de destinació per als membres. Lunn, ministre metodista britànic, va visitar per primera vegada la zona per organitzar una reunió d'esglésies protestants a la propera Grindelwald on va aprendre sobre esports d'hivern com l'esquí. Va tornar a la zona el 1896 amb el seu fill Arnold, que ràpidament va aprendre a esquiar, i tant pare com fill es van adonar del potencial en el futur dels esports d'hivern. El club es va constituir uns anys després. Els membres del Club Esportiu Alpí de les Escoles Públiques havien d'haver assistit a una escola pública anglesa o a una de les "universitats més antigues". El Wengen's Curling Club es va establir el 1911.
Les primeres curses d'esquí es van celebrar a principis dels anys 20 amb el campionat britànic de descens celebrat el 1921; l'any següent es va celebrar una cursa d'esquí entre Oxford i Cambridge. Aquests esdeveniments van ser els primers a tenir curses de baixada en contraposició a les curses nòrdiques, que es celebraven a altres estacions suïsses.
A petició dels esquiadors, durant alguns anys els trens van ser els primers remuntadors de la zona. Arnold Lunn va utilitzar el terreny natural de les muntanyes per als cursos; la prova de baixada seguia les pistes per sobre de Wengen i s'anomenava "descens recte": els esquiadors baixaven directament la muntanya. També durant aquest període, Lunn va inventar, i va introduir a Wengen, la primera cursa d'eslàlom, en què els esquiadors seguien el terreny a través dels arbres, substituïts per portes d'esquí en anys posteriors. Aquests esdeveniments es consideren el naixement de les curses d'esquí modernes i de l'esquí alpí.
Des d'agost de 1944 fins al final de la Segona Guerra Mundial, Wengen va servir com una mena de camp d'internament a l'aire lliure per als presoners aliats, principalment tripulacions de bombarders nord-americans. Com que l'única manera pràctica d'entrar o sortir de Wengen era mitjançant el ferrocarril de cremallera, era difícil per als internats escapar.

## Esglésies
Wengen compta amb tres esglésies; protestant, anglicana i catòlica.
L'església suïssa va ser reconstruïda a la dècada de 1950 i té vistes a la vall de Lauterbrunnen.
Les esglésies anglicanes es van establir durant el segle XIX als propers Grindelwald, Meiringen i Murren. El 1912, els serveis anglicans tenien lloc a l'església suïssa de Wengen dos cops els diumenges. Aspirant a comptar amb el seu propi edifici, la Continental & Colonial Church Society va erigir una nova església anglesa, que va ser consagrada el 15 de gener de 1928 pel bisbe de Fulham. L'edifici es troba a la carretera que antigament portava al telefèric de Mannlichen. Tanmateix, la nova estació del telefèric està més a prop del centre de Wengen. St Bernard's s'ha utilitzat durant més de 90 anys per als serveis dominicals i oficines ocasionals, com el memorial el 1949 per Anthony Carrick, un escolar que va morir a les muntanyes. L'any 1954 es va descriure la congregació com a "per gent de moltes parts de la Commonwealth britànica i d'Amèrica, així com de continentals de parla anglesa". La congregació continua essent diversa.
L'església catòlica romana es troba al costat de l'hotel Falken i té una cúpula de ceba distintiva. La missa se celebra la majoria dels diumenges de temporada.

## Política
Wengen forma el municipi de Lauterbrunnen, juntament amb els pobles de Mürren, Isenfluh, Gimmelwald, Stechelberg i Lauterbrunnen,

## Transport

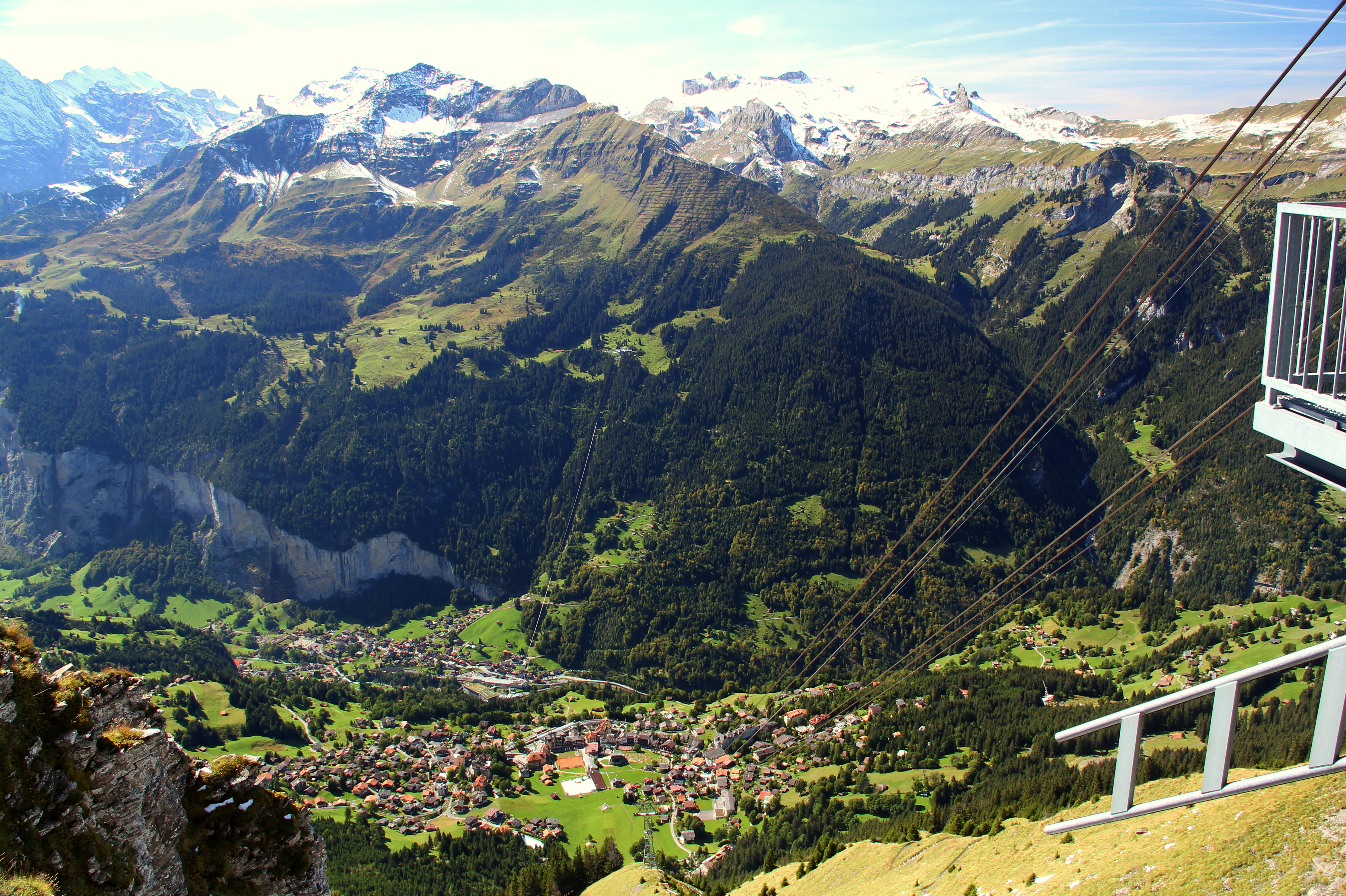
Vista des de Männlichen de Wengen, la vall de Lauterbrunnen i el telefèric de Mürren al costat oposat de la vall.

Wengen, juntament amb el veí Mürren, és un dels pocs pobles turístics sense cotxes d'Europa, tot i que hi ha uns quants vehicles de servei, vehicles agrícoles locals, així com vehicles elèctrics per anar i tornar a l'estació de ferrocarril. Aquest fet crea un ambient tranquil a tot el poble i redueix el soroll del trànsit. Altres complexos turístics es plantegen seguir l'exemple sense cotxes per motius ecològics.

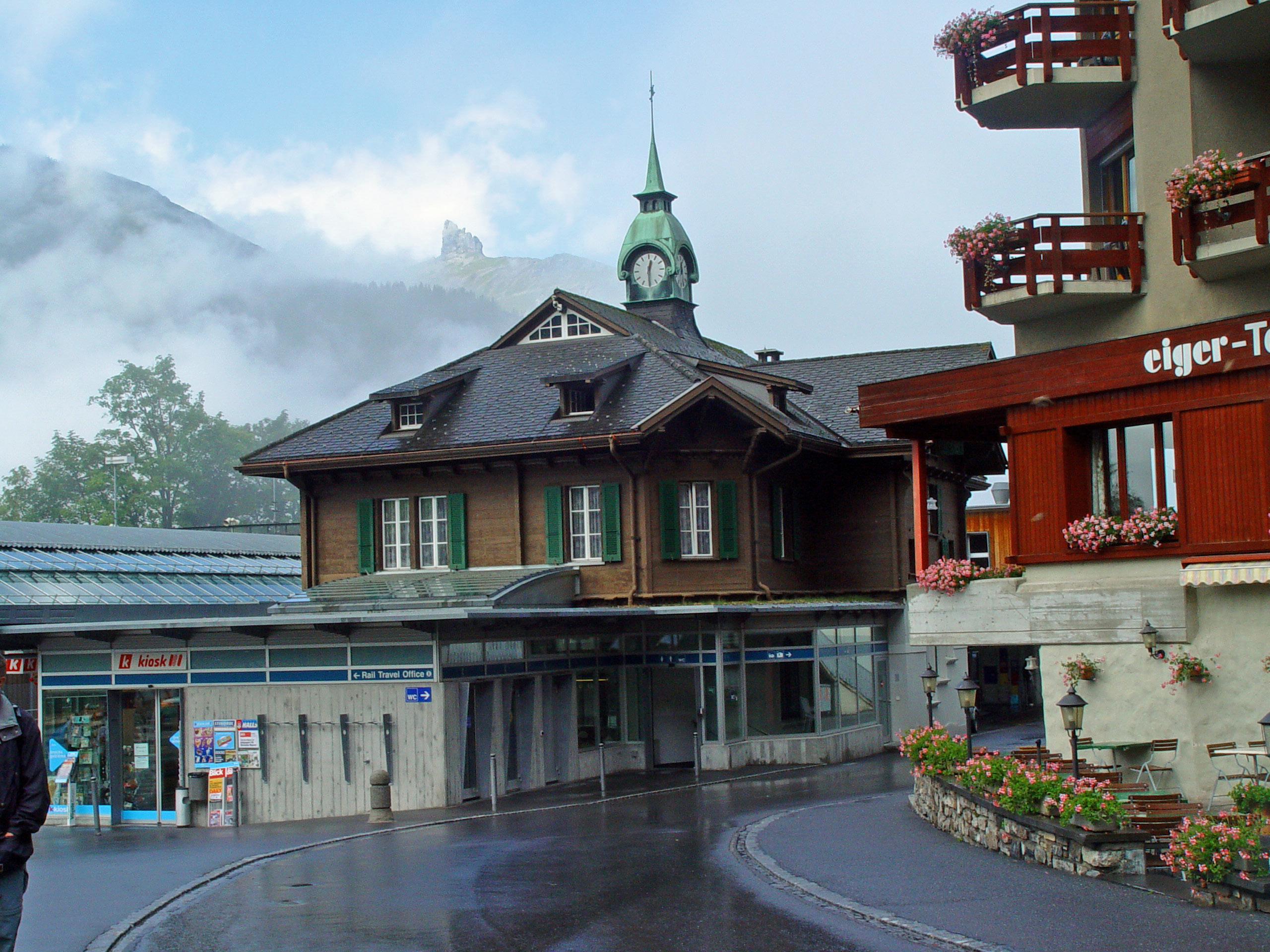
Estació de tren de Wengen

Wengen és accessible mitjançant el ferrocarril de cremallera Wengernalpbahn (WAB), directament des de Lauterbrunnen, Aquest funciona diàriament des de primera hora del matí fins molt tard a la nit i és el tram amb major intensitat de la línia, que acaba a Kleine Scheidegg. Hi ha aproximadament 40 serveis cada dia entre Lauterbrunnen i Wengen. Cada servei pot constar de fins a 4 trens separats, que circulen prop l'un darrere de l'altre perquè durant els períodes d'ocupació, el tren programat pot ser seguit per trens addicionals segons sigui necessari, optimitzant la capacitat
El recorregut de pujada dura uns 14 minuts, mentre que la baixada dura 17 minuts. Els serveis de baixada triguen més temps perquè arriben al punt mitjà que passa per sota de Wengwald una mica abans que els serveis de pujada, cosa que permet que els serveis de pujada els superin i continuïn cap a Wengen sense aturar-se. Tots els trens utilitzen ara la ruta menys pendent però una mica més llarga a través de Wengwald. L'antiga ruta travessa el camí fins a Wengen. Va ser utilitzat per al transport de mercaderies després de la creació de la nova ruta, però des de llavors ha estat abandonat.
Totes les mercaderies s'entrega per ferrocarril des de Lauterbrunnen a un dipòsit sota l'estació de tren de passatgers, i les deixalles es retornen des del poble també per ferrocarril. Cada dia un o dos trens de mercaderies van de Lauterbrunnen a Wengen i de tornada transportant objectes grans com mobles.

Una altra opció d'accés mitjançant ferrocarril via Grindelwald passant per Kleine Scheidegg En aquest punt, un port de muntanya al peu de l'Eiger, Mönch i Jungfrau, els passatgers han de fer un canvi de tren. Des de Grindelwal també es pot accedir a Wengen mitjançant . Des d'aquest darrer també s'hi pot accedir mitjançant una sèrie de telecabines passant per Mannlichen.

## Activitats de lleure

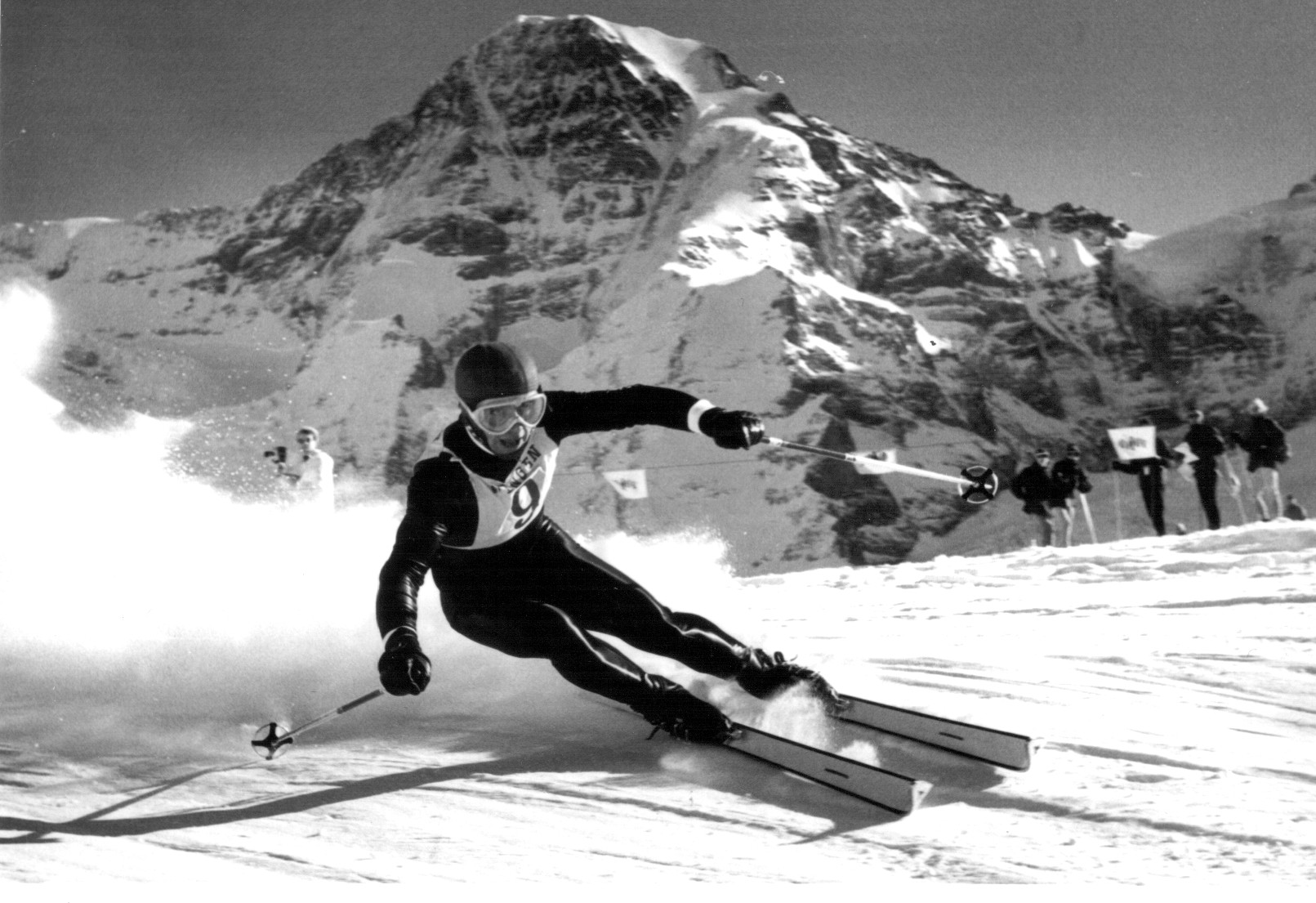
Karl Schranz l'any 1966

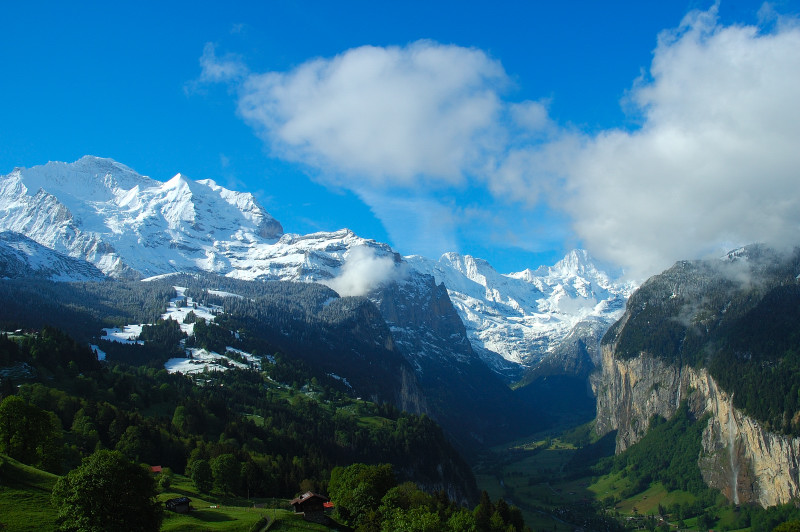
Vista des de Wengen del Jungfrau i la vall deLauterbrunnen

Wengen acull les curses d'esquí de Lauberhorn, conegudes internacionalment, i es troba a la ruta de la Marató de Jungfrau .
Les curses d'esquí clàssiques es celebren a Wengen des de 1930, i tradicionalment consisteixen en un descens, un eslàlom i un esdeveniment combinat . A més de ser una de les curses de descens tècnicament més difícils, la Lauberhorn es fa la cursa més llarga del circuit de la Copa del Món FIS i, sens dubte, la més pintoresca. Els millors corredors completen els 4,455 km en 2 minuts i mig i les velocitats màximes aconseguides a Haneggschuss són les més altes del circuit, apropant-se als 160 km/h mig minut abans d'arribar ala meta.

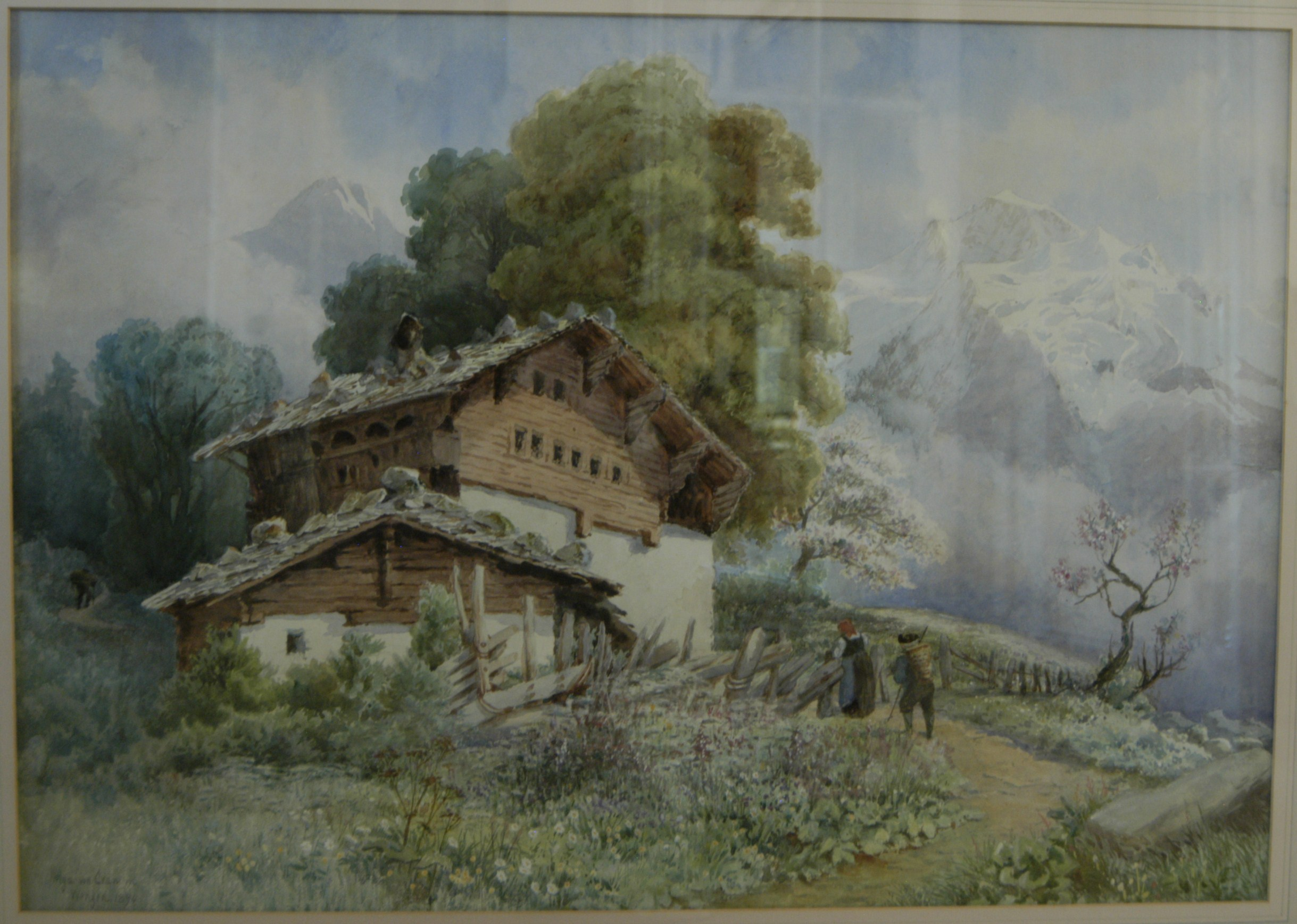
Una aquarel·la (datada el 1894) feta per Helga von Cramm (1840- approx. 1920)

## Cultura
Una característica cultural especial de Wengen és l'anomenat "Pfeifende Lurch" (en alemany "amfibi xiulador"). És una criatura llegendària de mites i contes que només existeix a Wengen.